# اوران بیسلیمی
اوران بیسلیمی (انگلیسی: Uran Bislimi؛ زادهٔ ۲۵ سپتامبر ۱۹۹۹) بازیکن فوتبال اهل کوزوو است.
از باشگاه‌هایی که در آن بازی کرده‌است می‌توان به باشگاه فوتبال شاف‌هاوزن اشاره کرد.
وی همچنین در تیم‌های ملی فوتبال کوزوو و سوئیس بازی کرده‌است.